# Ramallah
Ramallah (Arabisch: رام الله Rām Allāh - hoogte van Allah), ook wel gespeld als Ramalla, is een Palestijnse stad op de Westelijke Jordaanoever van Palestina. Ze ligt ongeveer 15 kilometer ten noordwesten van Jeruzalem in het Gouvernement Ramallah & al-Bireh. Ramallah ligt op ongeveer 877 meter hoogte(Almanara plein-GoogleEarth). In 2007 had de stad 27.460 inwoners waarvan meer dan 30% Arabische christenen zijn.

## Achtergrond
De stad begon te groeien in de zestiende eeuw toen christenen uit Šawbak en Al-Karak hierheen trokken. De meerderheid van moslims begon pas na 1967 te ontstaan. Volgens de Oslo-akkoorden in 1993 tussen Israël en de PLO kwam Ramallah in de door de Palestijnse Autoriteit bestuurde A-gebieden te liggen. Eind 1995 werd het bestuur van de stad door Israël overgedragen aan de Palestijnse Autoriteit. Deze heeft in Ramallah haar hoofdkwartier, met het presidentsterrein (de Mukataa) en de Palestijnse Wetgevende Raad, het Palestijnse parlement. Op de Mukata bevindt zich het graf van Yasser Arafat. Naast een administratief centrum in Ramallah heeft de Palestijnse Autoriteit ook een bestuurscentrum in Gaza-Stad.
De economie en de bevolking van Ramallah hadden van oudsher sterke economische banden met Jeruzalem. Sinds de militaire bezetting door Israël in 1967 en de bouw in 2002 van de Israëlische Westoeverbarrière zijn die verbindingen bemoeilijkt. De inwoners dienen namelijk een werkvergunning te hebben. De voortgaande bouw van deze Muur en van Israëlische nederzettingen met uitbreidingen ervan rond Jeruzalem, is ook de verbinding met de zuidelijk gelegen gouvernementen Bethlehem en Hebron bemoeilijkt, zo niet bijna onmogelijk gemaakt.
De meerderheid van bewoners is moslim, maar er bevindt zich ook een grote groep christenen in Ramallah. De burgemeester van Ramallah, Janet Mikhail, is Grieks-orthodox.

## Schending Oslo-akkoorden
Israëlische beveiligingstroepen vallen regelmatig zone A (Oslo-akkoorden) van de Westelijke Jordaanoever binnen voor arrestaties. Op 10 december 2018 vielen Israëlische militairen op klaarlichte dag persbureau Wafa van de Palestijnse Autoriteit in Ramallah binnen. Ze onderzochten de ID-kaarten van het personeel, namen video en camera's in beslag, gooiden traangasgranaten naar hen en weerhielden hen ervan naar buiten te gaan. Buiten braken rellen uit die met geweervuur werden bedwongen. Volgens het Israëlische leger zou het te maken hebben met een aanslag op Israëli's bij de nederzetting Ofra. Mahmoud Abbas vroeg de Arabische en internationale functionarissen om hun verantwoordelijkheid te nemen ten aanzien van de gevaarlijke Israëlische escalatie door middel van voortdurende overvallen in Palestijnse steden.

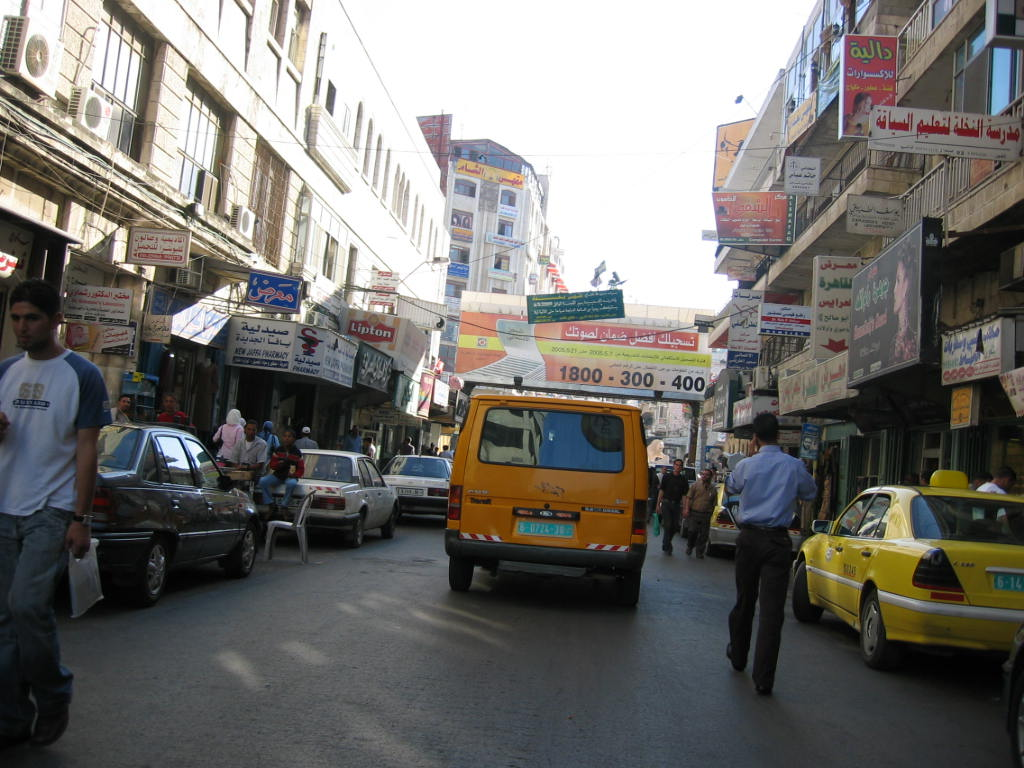
Straatbeeld in Ramallah
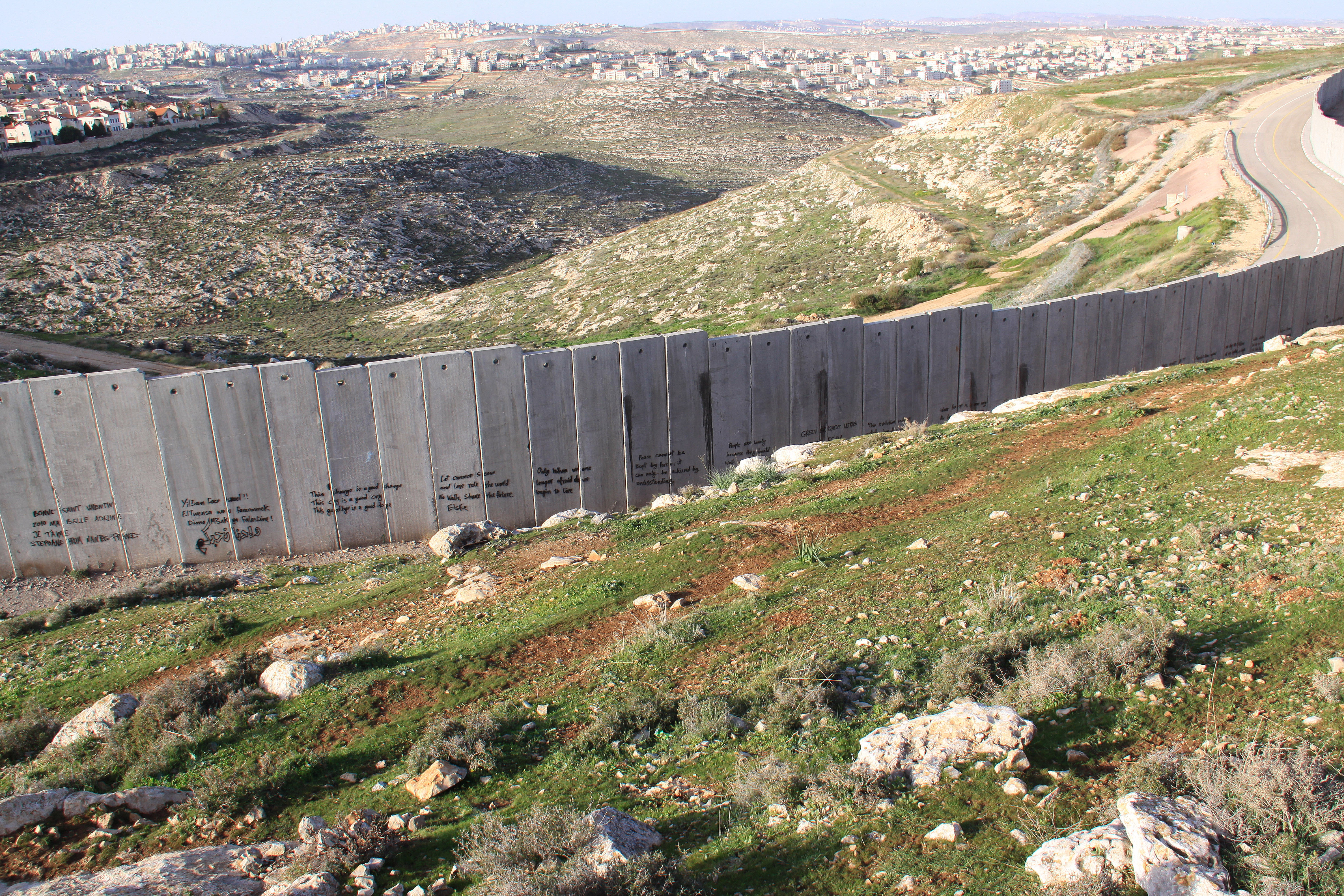
De Israëlische Westoeverbarrière bij Ramallah

## Geboren
- Hanan Ashrawi (1946), politica en taalkundige
- Raja Shehadeh (1951), christelijk Palestijns jurist, vredesactivist en schrijver
- Nai Barghouti (1996), zangeres en musicus

## Zustersteden
- Birmingham, Verenigd Koninkrijk
- Trondheim, Noorwegen